# Isabelle Charlotte von Nassau-Dietz
Isabelle Charlotte von Nassau-Dietz (* 22. Januar 1692 in Leeuwarden, Friesland, Niederlande; † 18. September 1757 in Herborn, Nassau) war eine Prinzessin aus dem Hause Nassau-Dietz und Ehefrau des Fürsten Christian von Nassau-Dillenburg.

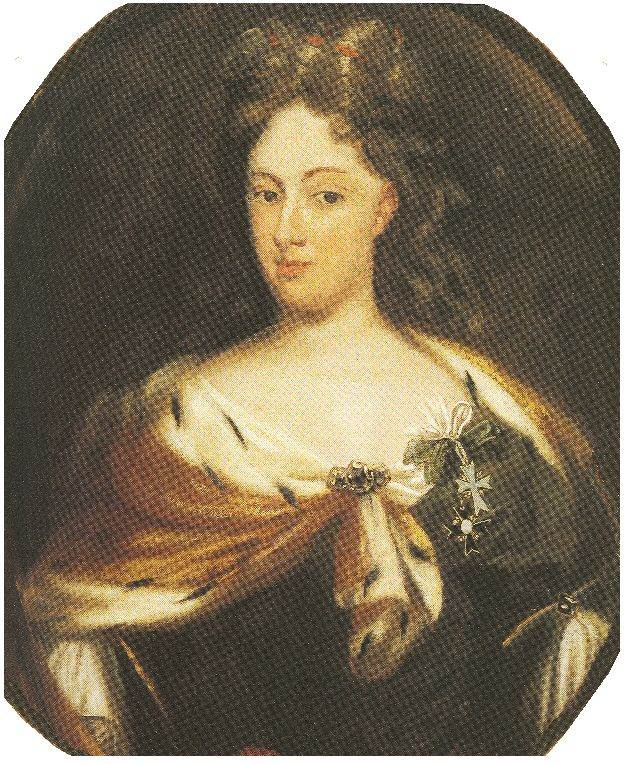
Isabelle Charlotte mit dem Kreuz des Ordens der Treue

## Leben
Isabelle Charlotte von Nassau-Dietz war die Tochter von Reichsfürst Heinrich Casimir II. Prinz von Nassau-Dietz, dem Statthalter von Friesland, Groningen und Drenthe und seiner Ehefrau Henriette Amalie von Anhalt-Dessau. Von den sieben Töchtern des Ehepaares blieben fünf unverheiratet, da es anscheinend in damaliger Zeit nicht gelang die Mädchen standesgemäß zu verheiraten. Die Ehe der Tochter Sophie Hedwig die mit Herzog Karl Leopold von Mecklenburg verheiratet wurde scheitert. Nach zwei Jahren kehrte sie zurück auf Schloss Oranienstein, den Hof ihrer Mutter. Der einzige (lebende) Sohn und Erbe Johann Wilhelm Friso beendete sein Leben auf tragische Weise, mit  23 Jahren kenterte er mit einem Fährboot vor Strijensas und ertrank.

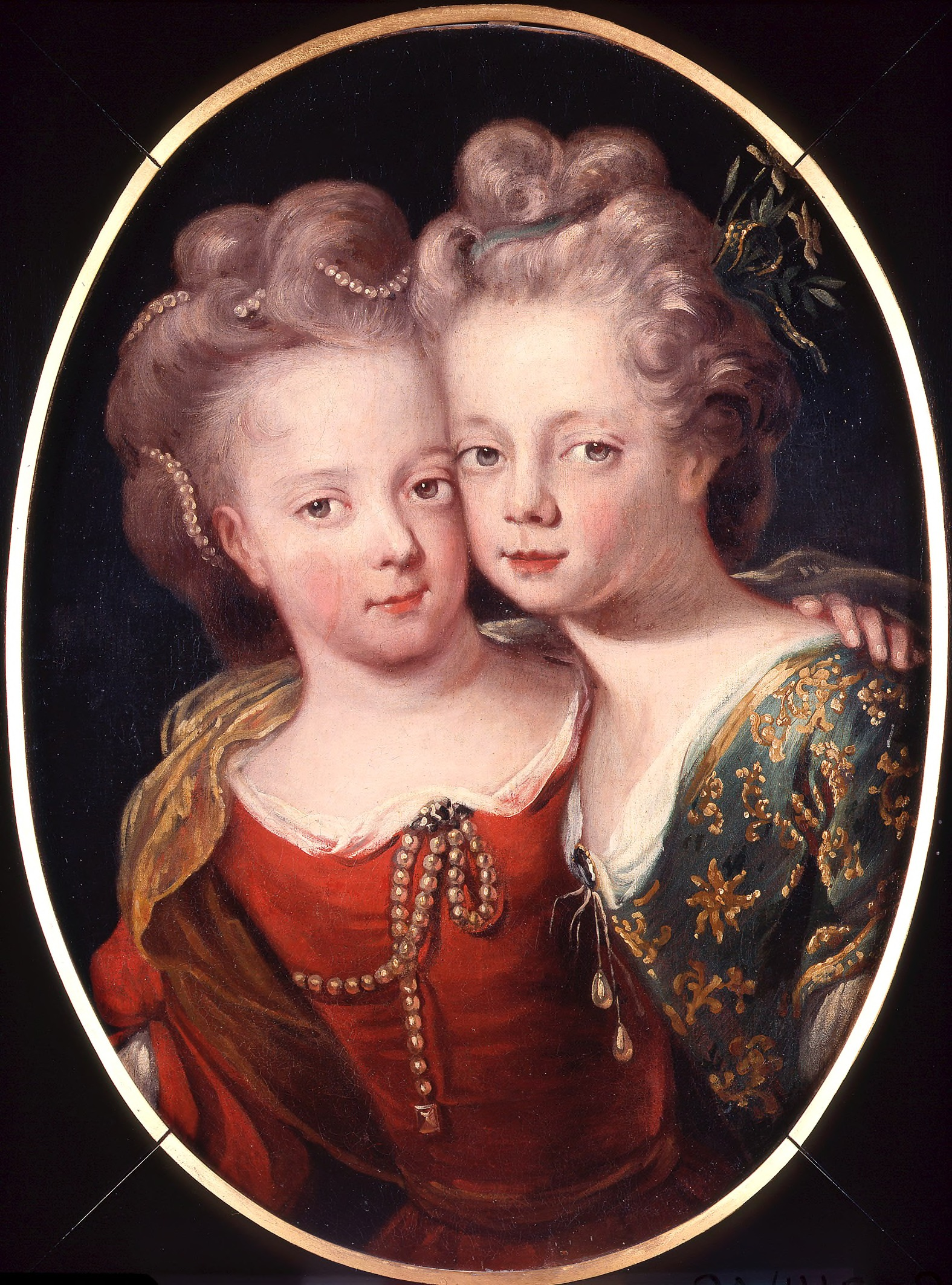
Doppelporträt von Isabelle Charlotte (links) und ihrer Schwester Sophia Hedwig

Im Jahre 1710 stiftete die inzwischen verwitwete Henriette Amalie den 'Orden der Treue' (Les Très Noble Ordre de la Fidèlitè) als nassauischen Hausorden. Isabelle Charlotte lernte über den Orden – dessen Trägerin sie war – ihren späteren Ehemann Christian von Nassau-Dillenburg kennen, den sie am 15. April 1725 bereits als 33-Jährige heiratete. Bereits kurz nach der Hochzeit war sie in gesegneten Umständen und brachte einen Sohn zur Welt. Doch der zu früh geborene Nachkömmling starb schon bald nach der Geburt. Weitere Erben wollten sich nicht einstellen, was zwischen den Eheleuten zum Zerwürfnis führte. Außerdem stellten sich finanzielle Schwierigkeiten ein, welche die Ehe weiterhin belasteten.
Christian von Nassau-Dillenburg versuchte die prekäre finanzielle Lage seines Fürstentums zu verbessern, indem er den Kupfererzbergbau wiederbelebte. Gemeinsam mit den Unternehmer Theodor Heusler ließ er einen Hochofen errichten, welcher den Namen Isabellenhütte erhielt und den er 1728 seiner Frau schenkte. Die Ehestreitigkeiten setzten sich jedoch fort. Letztlich verließ Isabelle das gemeinsame fürstliche Schloss in Dillenburg und trennte sich von ihrem Ehemann.
Nach dem Tode ihres Ehemannes im Jahre 1739 wurde Isabelle Charlotte das Schloss Herborn als Witwensitz zugewiesen. Hier betätigte sie sich als Wohltäterin der Region. In Herborn gründete sie ein "Wittwen- und Altweiberstift". Darüber wissen wir, dass "das  ehemalige Altstedische Hauß [...] hat die Dillenburgische Fürstin Isabelle Charlotte an sich gekauft, zu einem Aufenthalt für 12 arme alte Weiber bestimmt und für Ihre Verpflegung in Essen und Kost durch gestiftete Fonds recht gut gesorgt." In der Residenzstadt Dillenburg bewohnte Isabella Charlotte das Gebäude "Unteres Tor" (oder Stadtschlösschen, heute Stadtbibliothek).
Isabelle Charlotte starb am 18. September 1757 auf ihrem Witwensitz in Herborn. Ihre letzte Ruhestätte erhielt sie in der Evangelischen Stadtkirche von Herborn. Um die Mitte des 18. Jahrhunderts ließ man für sie im Süden des Chorraumes eine Grabkapelle ausbauen. In dieser Grabkapelle wurde sie in einem Marmorsarkophag beigesetzt.